# Mandy Moore
Amanda Leigh Moore, bolje poznana kot Mandy Moore, ameriška filmska in televizijska igralka, fotomodel, pevka, tekstopiska in modna oblikovalka, * 10. april 1984, Nashua, New Hampshire, Združene države Amerike. 
Odrasla je na Floridi. Slavna je postala še kot najstnica v poznih devetdesetih, po izidu njenih teen pop glasbenih albumov, imenovanih So Real, I Wanna Be with You, in Mandy Moore. V filmsko industrijo je vstopila v letu 2000, resno pa se je z njo začela ukvarjati šele dve leti pozneje, leta 2002, ko je zaslovela s filmom Spomin v srcu, kasneje pa še v filmih, kot je na primer Lov za svobodo, ki se je usmerjalo v najstniško občinstvo. Naslednja dva filma, ki ju je posnela, Ameriške sanje in Rešeni!, sta bila satiri. Njeno zasebno življenje, vključno z razmerji z igralcem tenisa Andyjem Roddickom in igralcema Wilmerjem Valderramo in Zachom Braffom ter njen zakon s pevcem Ryanom Adamsom je postalo priljubljena tema medijev. Njen najbolje ocenjeni glasbeni album do danes, Amanda Leigh, je izšel 26. maja 2009. Mandy Moore je prodala več kot 10 milijonov kopij albuma po vsem svetu.

## Zgodnje življenje
Amanda Leigh Moore se je rodila v Nashui, New Hampshire, Združene države Amerike, kot hči matere Stacy, bivše reporterke, ki jo je zaposlil tudi Orlando Sentinel in očeta Donalda »Dona« Moorea, pilota za letalsko družbo American Airlines. Njen oče ima irske korenine, njena mama pa ima angleške in judovske prednike. Mandy Moore, ki ima še dva brata po imenu Scott Moore in Kyle Moore, je skupaj z družino odrasla v Longwoodu, Florida, izven Orlanda, Florida, kamor se je njena družina zaradi očetove službe preselila malo po njenem rojstvu. Vzgojena je bila v rimokatoliške vere, danes pa pravi, da ni več pripadnica te cerkve. Šolala se je na šoli Bishop Moore High School, katoliški šoli v Orlandu, ter na šoli Lake Brantley High School v Altamonte Springsu.
Mandy Moore se je za petje začela zanimati v že v otroštvu, zanimanje pa je samo še naraslo po ogledu Broadwayskega muzikala z naslovom Oklahoma!. K nastopanju jo je spodbujala tudi njena babica, ki jo je Mandy Moore kasneje večkrat označila za svojo vzornico. Eden izmed njenih prvih nastopov v javnosti je bila njena izvedba nacionalne himne na nekem športnem dogodku na Floridi. Kasneje je pridobila pozornost založbe Epic Records, saj jo je njihov uslužbenec slišal peti v snemalnem studiu.

## Glasbena kariera

### 1999–2002: Zgodnji pop glasbeni albumi

#### So Real
Mandy Moore je odšla na turnejo z glasbeno skupino Backstreet Boys v letu 1999. Njen prvi glasbeni album, So Real, je izšel v decembru tistega leta in dosegel enaintrideseto mesto na lestvici Billboard 200. Mediji so jo po izidu albuma začeli opisovati kot »najstniško pop princeso«, podobno pop ikonam, kot so Christina Aguilera, Britney Spears in Jessica Simpson. Revija Entertainment Weekly Magazine oziroma njihova poročevalka  Elizabeth Vincentelli je pesmi iz albuma So Real opisala kot »še ne izkušene v ljubezni«, njene balade pa kot »odvratne«.
Mandy Moore je glavno pozornost radia dosegla kasneje, ko je bila mlajša od Simpsonove, Aguilere in Spearsove, čeprav sprva ni bila tako uspešna. Album So Real je zgodaj leta 2000 dobil platinasti certifikat organizacije RIAA in prodal skoraj 1 milijon kopij. Njen teen pop singl z naslovom »Candy«, ki ga je Yahoo!Movies opisal kot »čudno proaktivnega«, je dosegel štirideseto mesto na lestvici Billboard Hot 100 in dobil zlato certifikacijo. Singl je bil bolj uspešen v Evropi, posebno v Združenem kraljestvu, kjer je dosegel šesto mesto. Allmusic je pesem označil za »povprečno« in »tipično«. Dele, ki vsebujejo opise ljubezni, je Allmusic opisal kot »nekoliko osladne«.

#### I Wanna Be With You
Svoj drugi glasbeni album, imenovan I Wanna Be With You, je Mandy Moore izdala v maju leta 2000. Album, katerega pesmi so imele poudarek na kitari sintetizatorju, bas kitari in bobnih, so sestavljale novi singli poleg raznih trackov in remixov iz prejšnjega albuma, So Real. Mnogi kritiki so album kritizirali, saj so menili, da je to bolj album z mešanimi remixi, kot pa resnična spremljava, Allmusic pa je albumov stil opisal kot »bolj kičast, bolj kričeč in bolj svetleč« kot So Real. Album je dosegel enaindvajseto mesto na lestvici Billboard 200, dobil zlato certifikacijo in prodal komaj 1.000.000 kopij. Singl »I Wanna Be with You« je bil edini singl v albumu in dosegel štiriindvajseto mesto na lestvici Hot 100, kar je bil največji uspešek za Mandy Moore do takrat. V letu 2000 je bil ta singl tudi soundtrack za film Center Stage, ki je izšel takrat.

#### Mandy Moore
V juniju 2006 je Mandy Moore izdala svoj tretji glasbeni album, ki ga je imenovala Mandy Moore. Album je promovirala s koncertom »Mandy Moore Live@ShoutBack«. Allmusic je ta album ocenil bolje kot prejšnja dva, saj je napisal, da je »bujen z večplastno proizvodnijo«. S strani ostalih kritikov je album prejemal v glavnem mešane ocene. Album sam je dosegel petintrideseto mesto na lestvici Billboard 200, kasneje pa so ga označili za zlato certifikacijo z več kot 443.000 prodanimi kopijami. Glavni singl iz albuma je bila pesem »In My Pocket«, ki jo je Entertainment Weekly opisal kot »navidhujočega, pod indijskim vplivom stila Euro disco.« Albumov naslednji singl je bila pesem z naslovom »Crush«. Zadnji izmed singlov iz albuma je izšel zgodaj leta 2002 in nosil je naslov »Cry«. Pesem je bila hkrati tudi soundtrack za film Spomin v srcu, v katerem je imela glavno vlogo Mandy Moore.
Leta 2006 je Mandy Moore komentirala svoje zgodnje albume s slabim občutkom, saj je dejala, da čeprav je menila, da je bil njen prvi album primeren njeni starosti v tistem času, je takrat menila, da je »zanič« in da je njen prvi album »naravnost grozen«. Povedala je tudi, da bi »dala nadomestilo vsem, ki so kupili moja prva dva albuma«, če bi lahko.

### 2003–2006:Coveragein kompilacije
V oktobru leta 2003 je Mandy Moore izdala svoj četrti album z naslovom Coverage, ki ga je Allmusic opisal kot »skok z glasbene zapadlosti« revija Entertainment Weekly pa je napisala, da si »Mandy Moore z albumom prizadeva dvigniti svojo sliko«. Album je zasedel štirinajsto mesto na lestvici Billboard 200 (njena najvišja uvrstitev do takrat), vendar »Have a Little Faith in Me« in »Senses Working Overtime«, edina dva singla iz albuma, nista dosegla veliko. Naslovnica Mandy Moore za pesem »I Feel the Earth Move« se je pojavila na Love Rocks.
Ker album Coverage ni prodal veliko, založba Epic Records ni več pokazala zanimanja za zastopanje Mandy Moore. Založba je izdala še album The Best of Mandy Moore, ki je dosegel stooseminštirideseto mesto na lestvici Billboard 200 v novembru 2004 pa so končno prekinili sodelovanje z Mandy Moore, saj ji je potekla pogodba. Naslednji album, Candy, je izšel v letu 2005. Med tem časom je Mandy Moore posnela pesem »Hey!«, ki jo je napisal James Renald in verzijo pesmi Lori McKenna, »Beautiful Man«.

### 2007–danes:Wild HopeinAmanda Leigh
Zgodaj leta 2006 je Mandy Moore povedala, da pogreša svojo glasbeno kariero in da je petje nekaj, pri čemer je bila »najbolj strastna«. Po tem, ko se je njena pogodba z založbo Epic Records končala, je podpisala pogodbo z založbo Sire Records, vendar je založbo zapustila v maju 2006. V juliju tistega leta je podpisala novo pogodbo z založbo EMI, ki jo je opisala kot »zelo vznemerljivo«, in dodala, da je založbo Sire Records zapustila zato, ker ni želela »slediti njihovim glavnim ambicijam,« vendar ima rajši »popolno kontrolo in svobodo«. Njen novi album, Wild Hope, je izšel 19. junija 2007, med delanjem albuma pa je sodelovala z glasbeniki, kot so Chantal Kreviazuk, Rachael Yamagata, Lori McKenna in The Weepies. Med snemanjem albuma pozno v letu 2006 je Mandy Moore sama živela v Woodstocku v New Yorku. Z materialom iz njenega novega albuma Wild Hope je nastopila na filmskem festivalu Sundance Film Festival; njen prvi singl, »Extraordinary«, se je prvič predvajal na njenem profilu na MySpaceu 29. januarja tistega leta. S pesmijo je 12. aprila 2007 Mandy Moore nastopila tudi na podelitvi nagrad Brick Awards in na turneji v poznem poletju leta 2007.
Album je v Združenih državah Amerike izšel junija 2007 in prejel v glavnem pozitivne ocene. Dosegel je trideseto mesto na lestvici Billboard 200 (tretja najboljša uvrstitev Mandy Moore) in štiriinosemdeseto mesto v Kandai. V avgustu 2007 je Mandy Moore odšla na turnejo z Paulo Cole in Rachael Yamagata, s katero je obiskala srednje velika mesta v Združenih državah Amerike in Kanadi. Album Wild Hope je dosegel deseto mesto na Entertainment Weekly-jevem seznamu »The Must List« in bil 10. avgusta tistega leta, komaj dva meseca po izidu imenovan za »izbiro bralcev«. V Bostonu je Mandy Moore 18. julija 2007 priredila brezplačni koncert, s čimer je presenetila mnogo ljudi.
23. februarja 2008 je album Wild Hope izšel tudi v Avstraliji, Mandy Moore pa je naknadno nastopila na turneji z Benom Leejem in Zahodnoavstralskim sinfoničnim orkestrom v Zahodni Avstraliji, kasneje pa še na turneji s Kelly Clarkson. V oktobru tistega leta je Mandy Moore na svojem spletnem blogu objavila tri pesmi, na katerih je delala skupaj s pevcem, tekstopiscom, pianistom in kitaristom Mikeom Violo. Sprva naj bi bil to duet obeh glasbenikov, vendar so kasneje, januarja 2009 objavili, da bo Mandy Moore izdala svoj samostojni album, ki je samo nastajal v sodelovanju z Mikeom Violo. Povedali so tudi, da bo album izšel okoli aprila 2009.
Februarja 2009 so povedali, da bo novi glasbeni album Mandy Moore izšel v maju tistega leta. Mandy Moore je album poimenovala po sebi in sicer Amanda Leigh, izdala pa ga je njena nova založba, imenovana Storefront Recordings. To založbo je odkril dolgoletni menedžer Mandy Moore, John Leshay. Junija 2009 je Mandy Moore nastopila s petimi novimi pesmimi iz njenega albuma Amanda Leigh, vključno z »Nothing Everything« in »Love To Love Me Back«, na oddaji Walmart Soundcheck.
V maju 2009 je izšel zadnji glasbeni album Mandy Moore, imenovan Amanda Leigh, ki je v glavnem dobival pozitivne ocene. Revija Rolling Stone je o albumu napisala: »Naslov je sestavljen iz pravega in srednjega imena pevke, akustični inšturmenti oddajajo občutek udobnega sijaja, album sam pa je bil posnet v skromni kleti domačega studia. Sporočilo: to je resnična glasba in ne računalniško zmontirani pop.« Revija Time Magazine je napisala, da je bil album »posnet brezhibno«.
V članku revije Paper Magazine je pisalo »Mandy (v albumu) ... pokaže resnično zamišljenost in čustveno globino.« Revija Paper je napisala tudi, da je »Mandy Moore veliko boljša od večine glasbenikov, katerim pripisuje zasluge za svoj uspeh.«
Mandy Moore je v Avstraliji prodala več kot 241.000 kopij singlov in se zaradi tega uvrstila na dvestoenainosemdeseto mesto na lestvici 1000 glasbenih ustvrajalcev delovanja lestvice ARIA v dveh desetletjih (1980–2010).
Mandy Moore je v članku za revijo Shape magazine januarja 2010 povedala, da je skupaj s svojim možem že začela pisati pesmi za svoj novi glasbeni album. Povedala je, da bo album vseboval več folk glasbe in da je eden izmed njenih zadnjih poskusov, s katerimi bo poskušala ostati v glasbeni industriji.

## Igralska kariera

### 2000–2002
Med poletjem leta 2000 je Mandy Moore gostila pol-urno MTV-jevo pogovorno oddajo, The Mandy Moore Show, ki so jo kasneje tistega leta preimenovali v Mandy. Mandy Moore je bila tudi govornica za podjetje Neutrogena, pojavila pa se je tudi v reklami za izdelke tega podjetja. Bila je tudi fotomodel za podjetje Penshoppe na Filipinih, Coach na Japonskem ter govornica za šolske in mladinske programe podjetja Leukemia & Lymphoma Society. Njena prva televizijska vloga je bila manjša vloga v televizijskem filmu z naslovom Magic Al and the Mind Factory, kjer je upodobila Brittany Foster.
Leta 2001 se je Mandy Moore poleg igralk Anne Hathaway in Julie Andrews kot zlobna, a popularna navijačica Lana Thomas pojavila v filmu Princeskin dnevnik. Med filmom je Mandy Moore nastopila tudi s pesmijo »Stupid Cupid«, soundtrackom iz filma. Imela je tudi manjšo glasovno vlogo v filmu Dr. Dolittle 2. Leta 2002 je Mandy Moore dobila svojo prvo glavno vlogo in sicer v filmu Spomin v srcu, v kateri je med drugim igral tudi Shane West. Film, posnet po romanu Nicholasa Sparksa, je govoril o romanci med hčerko protestantskega duhovnika, Jamie (Mandy Moore) in razuzdanim najstnikom Landonom Carterjem (Shane West). Že samo v ZDA je film zaslužil 41 milijonov ameriških dolarjev. Mandy Moore je zatem dobila ugled tudi v filmski industriji. Film je sicer v glavnem prejel negativne ocene, Mandy Moore oziroma njen nastop pa so kritiki v glavnem hvalili. Kritik Roger Ebert jo je označil za »tiho, a prepričljivo«. Na poletni podelitvi nagrad MTV Movie Awards je Mandy Moore dobila nagrado v kategoriji za »najboljši preboj ženske igralke« za njeno vlogo v filmu Spomin v srcu. Istega leta je Mandy Moore glas posodila liku iz serije Final Fantasy VII, Aerith Gainsborough v Square-Disneyjevi videoigri, imenovani Kingdom Hearts. Mandy Moore se je istega leta pojavila tudi v videospotu za pesem »Original Sin« Eltona Johna in dosegla sedeminšestdeseto mesto na 'Stuffovi lestvici »102 najprivlačnejših žensk na svetu«.

### 2003–2005
Leta 2003 je Mandy Moore igrala v romantični komediji z naslovom Kdo sploh potrebuje ljubezen, ki je pritegnila predvsem pozornost najstniškega občinstva in samo v Združenih državah Amerike zaslužila več kot 14 milijonov ameriških dolarjev. Njen naslednji film, Lov za svobodo, je prišel leta 2004. Tudi slednji je bil romantična komedija, ki je v ZDA zaslužil več kot 12 milijonov ameriških dolarjev. Oba filma sta v glavnem prejemala negativne ocene; kakorkoli že, Ebert je še enkrat izpostavil nastop Mandy Moore od zunaj, v njegovi oceni filma Kdo sploh potrebuje ljubezen pa je napisal, da ima Mandy Moore »nespremenjen naravni čar«, in da je »zaradi nje film skorajda vreden ogleda«. V oceni filma Lov za svobodo je Ebert dodal še, da Mandy Moore zna »pridobiti naklonjenost«. Ostali kritiki so jo opisali kot »igralko, katerih obseg je omejen«, nekateri kritiki pa so v oceni filma Lov za svobodo dodajali še, da je bila Mandy Moore »najmanj boleča izmed vseh bivših pop princesk«. Kasneje leta 2004 se je Mandy Moore v glavni vlogi pojavila v filmu Rešeni!, kjer je igrala Hilary Faye, odgovorno in hkrati tudi popularno dekle na katoliški šoli. Film je v glavnem prejel pozitivne ocene, kljub temu pa ni zaslužil veliko. Mandy Moore je za svoj nastop v glavnem dobivala pohvale. Eden izmed kritikov jo je označil za »pravi užitek« in dodal, da je bil to njen najboljši nastop do takrat. Mandy Moore je zapela tudi verzijo uspešnice banda The Beach Boys iz leta 1966, »God Only Knows«, skupaj z Michaelom Stipeom, kasneje pa je pesem izšla tudi v filmu.
Leta 2005 je Mandy Moore glas posodila enemu izmed stranskih likov v animiranemu filmu Hitra zebra ter se pojavila v televizijski seriji Priskledniki; uradno naj bi se pojavila tudi v filmih Prekleti, Tolpa in Jezne in zaljubljene. Vsi filmi so izšli leta 2005, vendar Mandy Moore ni sodelovala v nobenem od njih.

### 2006–2008
Leta 2006 je Mandy Moore igrala v dveh epizodah televizijske serije Mladi zdravniki in sicer v epizodah »My Half-Acre« in »Her Story II«. V istem letu je glas posodila Tabithi Vixx v animirani televizijski seriji Simpsonovi, in sicer v epizodi »Marge and Homer Turn a Couple Play«, ki je izšla v maju tistega leta.
Mandy Moore se je pojavila tudi v parodiji Ameriške sanje, ki je izšla aprila 2006. V filmu je igrala tekmovalko serije Ameriške sanje, kar je v bistvu parodija na resnično televizijsko serijo, Ameriški idol. Režiser Paul Weitz je povedal, da je imel v mislih za vlogo Mandy Moore še preden je bila izbrana v igralsko ekipo. Pojasnil je, da je na Mandy Moore »nekaj naravno ljubkega; zaradi nje bi bilo vse bolj zanimivo in zato jo vidim v glavni vlogi za ta film.« Mandy Moore je dejala, da je uživala ob igranju zlobnega lika, vendar da se hkrati tudi boji biti tipična slobodnjakinja. Film Ameriške sanje je zaslužil okrog 7 milijonov dobička, in prejel mešane ocene. Kritik Owen Gleiberman revije Entertainment Weekly je napisal, da je med likoma Mandy Moore in njenim soigralecem Hughom Grantom potekala »zlobna in boleča kemija«, medtem ko je Robert Koehler iz revije Variety napisal, da je lik Mandy Moore »popolna smola študija ženske, za katere so resničnostni šovi resničnost.«
Kasneje tistega leta je spletna stran ComingSoon.net nastop Mandy Moore v animiranem filmu Medvedja brata 2, kjer je igrala Nito, poisal kot »presenetljivo dober«. Film je izšel 29. avgusta 2006. Mandy Moore je bila sprejeta tudi v igralsko ekipo filma Bobby, vendar jo je nadomestila Mary Elizabeth Winstead.
Mandy Moore je izrazila nezadovoljstvo s svojo sliko na naslovnici revije Cosmopolitan, ki je izšla v maju 2006; glavni naslov revije je bil v tisti izdaji namreč »neomejeni orgazmi«, ki pa se ni prav nič nanašal nanjo. V njenem naslednjem filmu, naslovljenem kot Ohcet bo ... in pika, so poleg nje igrali še igralci, kot so Gabriel Macht, Lauren Graham in Diane Keaton. Njen lik, Milly, ima za sabo že več neuspešnih razmerji, zato se njena zaščitniška mati (Diane Keaton) odloči, da bo njeno ljubezensko življenje vzela v svoje roke in ji preko spleta najde popolnega življenjskega partnerja. Milly se z maminim, izbrancem, Jasonom, zares spoprijatelji, a hkrati začne hoditi tudi z Johnnyjem. Film sam je izšel 2. februarja 2007 in prejel v glavnem mešane ocene. V filmu Tisti veseli dan Mandy Moore upodobi mlado bodočo nevesto, ki mora izpolniti tritedensko predzakonsko pogodbo, preden se poroči. V filmu igrata tudi John Krasinski kot njen zaročenec in Robin Williams kot duhovnik, film sam pa je izšel 3. julija 2007. V glavnem je prejel negativne ocene. Kakorkoli že, po mnenju revije Variety je igranje Mandy Moore opisali kot »privlačno«.
Mandy Moore je z vsemi filmi, ki jih je kdaj posnela, zaslužila 220.701.061 ameriških dolarjev.
Leta 2007 se je Mandy Moore na male televizijske ekrane vrnila v epizodi, naslovljeni kot »Wait for It«, televizijske serije Kako sem spoznal vajino mamo.

## Modna kariera
Mandy Moore je v modno industrijo vstopila v letu 2005, ko je oblikovala svojo lastno modno linijo, imenovano Mblem., sestavljene iz sodobne pletenine in kašmirja. Linijo je kupilo več kot 500 različnih brandov, vključno z brandi Ron Herman in Lisa Kline ter nekateri brandi iz nakupovalnega centra Macy. Ena izmed njenih ambicij je tudi, da bi promovirala obleke za višja dekleta. V februarju 2009 je Mandy Moore potrdila, da bo modo zaenkrat zapustila, vendar da upa, da bo v prihodnosti ponovno uspela v njej.

## Dobrodelna dela
V sporočilu za javnost na uradni spletni strani Mandy Moore, je bila Mandy Moore izbrana za skupinsko delo z neprofitno organizacijo PSI in njenima podružnicama Five in Alive za boj proti malariji v Afriki.
Revija USA Today je poročala, da je bila Mandy Moore izbrana tudi za sodelovanje kot »častna voditeljica« njihovega boja proti limfomu in levkemiji. Njena naloga je bila pomagati mladim, da se zavejo resnosti bolezni, kot sta levkemija in limfom. Je tudi članica organizacije Cervical Cancer Awareness Month, ki deluje vsak januar. Poleg tega sodeluje z ginekologinjo dr. Yvonne Collins in ginekološkimi organizacijami, kot so Cancer Foundation (GCF), in GlaxoSmithKline (GSK), katerih cilj je povečati ozaveščenost o boleznih, kot je rak materničnega vratu.

## Zasebno življenje
Mandy Moore je hodila z filipinskim igralcem in pevcem Billyjem Crawfordom za »nekaj mesecev«, ko je bila še mlajša.
Mandy Moore je kasneje za osemnajst mesecev med letoma 2000 in 2002 hodila z igralcem Wilmerjem Valderramo. Leta 2006 se je Wilmer Valderrama pojavil na The Howard Stern Show, kjer je povedal, da sta bila Mandy in on drug drugemu »prva prava ljubezen«, vendar ni omenjal, da sta imela v razmerju kakršna koli intimnejša razmerja. Mandy Moore je kasneje dejala, da je njen bivši »dober fant« in »gentleman«.
Mandy Moore je hodila tudi z igralcem tenisa Andyjem Roddickom od leta 2002; Roddick je razmerje končal v marcu 2004.
V novembru leta 2004 je začela hoditi z igralcem iz televizijske serije Mladi zdravniki, Zachom Braffom. V nekem intervjuju je Braff povedal, da ima Mandy Moore rada »dobre judovske fante ... s smislom za humor«. Leta 2006 so poročali, da je par zaročen, vendar sta se razšla pozno leta 2006.
Zgodaj leta 2007 so mediji začeli poročati o tem, da Mandy Moore hodi z Adamom Goldsteinom, službeno bolje poznanega kot »DJ AM«, vendar je par z razmerjem končal v marcu tistega leta.
Tudi v letu 2007 je Mandy Moore hodila s pevcem in igralcem Gregom Laswellom.
Mandy Moore se je zaročila s pevcem in tekstopiscem iz New Yorka, Ryanom Adamsom, bivšim članom banda Whiskeytown; svojo zaroko sta potrdila 11. februarja 2009 in se poročila 10. marca 2009 v Savannahu, Georgia. Par ima terierja Jonija (Mandy Moore ga je poimenovala po svojem najljubšem pevcu, Joniju Mitchellu), ki ga je Mandy Moore posvojila v letu 2008.
Mandy Moore je za svoje najljubše glasbenike označila Eltona Johna, Switchfoota, Weezerja in Bette Midler; Bette Midler je tudi ena izmed njenih najljubših igralk, ko je bila še najstnica pa je za svoj označila film Beaches. Dejala je tudi, da uživa v filmih, kot so Annie Hall in Večno sonce brezmadežnega uma, sebe pa je opisala kot »osebo tiste vrste, za katero je kozarec vedno napol poln.« Povedala je tudi, da ne zna kuhati, vendar da bo odšla na tečaj kuhanja.
Mandy Moore je postala oboževalka mešanih borilnih veščin, ki pogosto obiskuje dogodke, ki jih organizira UFC. Ko se je na UFC 83 pokazala v barvah Montreal, Quebec, jo je komentator Joe Rogan v šali opisal kot »UFC-jevo prostitutko«. Naslednji dogodek, ki ga je obiskala, je bil MGM Grand Garden Arena 24. maja 2008 za UFC 84, skupaj s komentatorjem Mikeom Goldbergom, ki je napisal: »Postala je redna obiskovalka UFC-jev!« 6. julija 2008 so jo opazili tudi na Mandalay Bay Events Center za UFC 86, kjer je navijala za Forresta Griffina, nazadnje pa se je 19. julija 2008 pojavila na UFC: Silva vs. Irvin.
Glede na verska prepričanja Mandy Moore verjame v duhovnost, vendar pravi, da ni ne katoličanka ne kristjanka. Zgodaj leta 2007 je dejala, da se je v preteklem letu, ko je bila v »zelo raztresenem obdobju« svojega življenja, velikokrat spraševala »vprašanja, ki ti lahko spremenijo življenje«.

## Diskografija

### Glasbeni albumi
- 1999: So Real
- 2000: I Wanna Be with You
- 2001: Mandy Moore
- 2003: Coverage
- 2007: Wild Hope
- 2009: Amanda Leigh

### Ostali albumi
- 2004: The Best of Mandy Moore
- 2005: Candy
- 2007: Super Hits

### Singli
| Leto                                           | Pesem                                          | Dosežki | Dosežki | Dosežki | Dosežki | Album               |
| Leto                                           | Pesem                                          | US      | UK      | AUS     | NZ      | Album               |
| ---------------------------------------------- | ---------------------------------------------- | ------- | ------- | ------- | ------- | ------------------- |
| 1999                                           | »Candy«                                        | 41      | 6       | 2       | 10      | So Real             |
| 1999                                           | »Walk Me Home«                                 | —       | —       | —       | —       | So Real             |
| 2000                                           | »So Real«                                      | —       | —       | 21      | 18      | So Real             |
| 2000                                           | »I Wanna Be with You«                          | 24      | 21      | 13      | —       | I Wanna Be with You |
| 2001                                           | »In My Pocket«                                 | 102     | —       | 11      | 26      | Mandy Moore         |
| 2001                                           | »Crush«                                        | 119     | —       | 25      | —       | Mandy Moore         |
| 2002                                           | »Cry«                                          | —       | —       | —       | —       | Mandy Moore         |
| 2003                                           | »Have a Little Faith in Me«                    | —       | —       | —       | —       | Coverage            |
| 2003                                           | »Drop the Pilot«                               | —       | —       | —       | —       | Coverage            |
| 2004                                           | »Senses Working Overtime«                      | —       | —       | —       | —       | Coverage            |
| 2007                                           | »Extraordinary«                                | 102     | —       | —       | —       | Wild Hope           |
| 2007                                           | »Nothing That You Are«                         | —       | —       | —       | —       | Wild Hope           |
| 2009                                           | »I Could Break Your Heart Any Day of the Week« | -       | —       | —       | —       | Amanda Leigh        |
| 2009                                           | »Fern Dell«                                    | —       | —       | —       | —       | Amanda Leigh        |
| »—« pomeni, da singl ni izšel na tej lestvici. |                                                |         |         |         |         |                     |

### Soundtracki
| Leto | Pesem                                 | Film                 |
| ---- | ------------------------------------- | -------------------- |
| 2000 | »I Wanna Be with You«                 | Center Stage         |
| 2000 | »Candy«                               | Center Stage         |
| 2001 | »Stupid Cupid«                        | Princeskin dnevnik   |
| 2001 | »On the Line«                         | On the Line          |
| 2002 | »Only Hope«                           | Spomin v srcu        |
| 2002 | »Someday We'll Know«                  | Spomin v srcu        |
| 2002 | »Cry«                                 | Spomin v srcu        |
| 2002 | »It's Gonna Be Love«                  | Spomin v srcu        |
| 2002 | »Lighthouse«                          | Spomin v srcu        |
| 2002 | »Top of the World«                    | Mišek Stuart 2       |
| 2002 | »The Song of Life«                    | Tarzan in Jane       |
| 2003 | »Secret Love«                         | Nasmeh Mone Lise     |
| 2004 | »God Only Knows«                      | Rešeni!              |
| 2004 | »Little Piece of Heaven«              | Rešeni!              |
| 2006 | »One Way or Another«                  | Aquamarine           |
| 2006 | »Dreamz with a Z«                     | Ameriški sen         |
| 2006 | »Mommy Don't Drink Me to Bed Tonight« | Ameriški sen         |
| 2007 | »Extraordinary«                       | Georgijina pravila   |
| 2007 | »I Want Candy«                        | Ljubezen in cigarete |

## Filmografija
| Filmi      | Filmi                         | Filmi                   | Filmi                                                         |
| Leto       | Naslov                        | Vloga                   | Opombe                                                        |
| ---------- | ----------------------------- | ----------------------- | ------------------------------------------------------------- |
| 2000       | Magic Al and the Mind Factory | Brittany Foster         | Prva filmska vloga (snemano v letu 1998)                      |
| 2001       | Princeskin dnevnik            | Lana Thomas             | Prva stranska vloga                                           |
| 2001       | Dr. Dolittle 2                | Deklica                 | Glas                                                          |
| 2002       | Spomin v srcu                 | Jamie Sullivan          | Prva glavna vloga                                             |
| 2002       | Vse kar želim                 | Lisa                    | Glavna vloga; alias: Try Seventeen                            |
| 2003       | Kdo sploh potrebuje ljubezen  | Halley Martin           | Glavna vloga                                                  |
| 2004       | Lov za svobodo                | Anna Foster             | Glavna vloga                                                  |
| 2004       | Rešeni!                       | Hilary Faye             | Glavna vloga                                                  |
| 2005       | Hitra zebra                   | Sandy                   | Glas                                                          |
| 2006       | Ameriške sanje                | Sally Kendoo            | Glavna vloga                                                  |
| 2006       | Medvedja brata 2              | Nita                    | Glas                                                          |
| 2006       | Ljubezen in cigarete          | Baby Murder             | Stranska vloga                                                |
| 2007       | Ohcet bo ... in pika!         | Milly Wilder            | Glavna vloga                                                  |
| 2007       | Tisti veseli dan              | Sadie Jones             | Glavna vloga                                                  |
| 2007       | Dedication                    | Lucy Riley              | Glavna vloga                                                  |
| 2007       | Kako je propadel svet         | Madeline Frost Santaros | Stranska vloga                                                |
| 2010       | Swinging With The Finkels     | Allie Finkels           | Glavna vloga                                                  |
| 2010       | Tangled                       | Zlatolaska              | Glavna vloga, glas, CG animacija, originalni naslov: Rapunzel |
| 2010       | First Love, Then Marriage     |                         |                                                               |
| Televizija |                               |                         |                                                               |
| Leto       | Naslov                        | Vloga                   | Opombe                                                        |
| 2003       | Clone High                    | Ona                     | Sezona 1, epizoda 11                                          |
| 2003       | Punk'd                        | Ona                     | Sezona 1, epizoda 2                                           |
| 2005       | Criss Angel: Mindfreak        | Ona                     | Gostja (sezona 1, epizoda 10)                                 |
| 2005       | Priskledniki                  | Ona                     |                                                               |
| 2006       | Simpsonovi                    | Tabitha Vixx            | Glas (sezona 17, epizoda 22)                                  |
| 2006       | Mladi zdravniki               | Julie Quinn             |                                                               |
| 2007       | Kako sem spoznal vajino mamo  | Amy                     | Sezona 3, epizoda 1                                           |
| 2010       | Talenti v belem               | Mary                    | Sezona 6, epizoda 23-24                                       |
| Videoigre  |                               |                         |                                                               |
| Leto       | Naslov                        | Vloga                   | Opombe                                                        |
| 2002       | Kingdom Hearts                | Aerith Gainsborough     | Glas (angleška verzija)                                       |

## Nagrade in nominacije

### Young Hollywood Awards
- 2002 za »žensko zvezdnico jutrišnjega dne« - dobila
- 2003 za »neustavljivo vizijo« - dobila

### Teen Choice Awards
- 2002 za »najboljšo filmsko igralko v drami ali akciji« (Spomin v srcu) - nominirana
- 2003 za »najboljša kemija v filmu« (Spomin v srcu) - dobila
- 2003 za »najboljši preboj ženske filmske igralke« (Spomin v srcu) - dobila
- 2004 za »najboljšo filmsko igralko v drami ali akciji« (Lov za svobodo) - nominirana
- 2004 za »najboljši filmski pretep« (Rešeni!) - nominirana
- 2004 (Rešeni!) - nominirana

### MTV Movie Awards
- 2002 za »najboljši preboj ženske igralke« (Spomin v srcu) - dobila

### DVD Exclusive Awards
- 2003 za »najbolj originalno pesem« (Tarzan & Jane) - nominirana